# Quatrième district congressionnel de Géorgie
Le 4e district congressionnel de Géorgie est un district de l'État américain de Géorgie. Le district est actuellement représenté par le Démocrate Hank Johnson, bien que les limites du district aient été redessinées à la suite du recensement de 2010, qui a accordé un siège supplémentaire à la Géorgie. La première élection utilisant les nouvelles limites des districts (énumérées ci-dessous) a été les élections au Congrès de 2012.
Le district nouvellement dessiné conserve son statut majoritairement afro-américain et comprend de nombreuses banlieues est d'Atlanta, telles que Conyers, Covington, Decatur, Lilburn, Lilburn, Stone Mountain et Lithonia.

## Géographie
| #   | Comté    | Siège     | Population |
| --- | -------- | --------- | ---------- |
| 89  | Dekalb   | Decatur   | 762 992    |
| 217 | Newton   | Covington | 120 135    |
| 247 | Rockdale | Conyers   | 95 987     |

### Villes de 10 000 habitants ou plus
- Atlanta - 510 823
- Stonecrest - 59 194
- Brookhaven - 55 161
- Dunwoody - 51 683
- Tucker - 37 005
- Chamblee - 32 251
- Redan - 31 749
- Candler-McAfee - 22 468
- North Druid Hills - 20 385
- North Decatur - 18 511
- Conyers - 17 305
- Belvedere Park - 15 113
- Clarkston - 14 756
- Covington - 14 192
- Panthersville - 11 237
- Scottdale - 10 698
- Doraville - 10 623

### 2 500 à 10 000 habitants
- Stone Mountain - 6 703
- Avondale Estates - 3 567
- Lithonia - 2 662
- Lakeview Estates - 2 660

## Historique de vote
| Année | Poste      | Résultats               |
| ----- | ---------- | ----------------------- |
| 2000  | Président  | Gore 70,0 % - 30,0 %    |
| 2004  | Président  | Kerry 71,0 % - 28,0 %   |
| 2008  | Président  | Obama 73,2 % - 26,3 %   |
| 2012  | Président  | Obama 73,6 % - 25,6 %   |
| 2016  | Président  | Clinton 75,3 % - 22,2 % |
| 2018  | Gouverneur | Abrams 79,3 % - 20,5 %  |
| 2020  | Président  | Biden 78,8 % - 20,2 %   |

## Liste des Représentants du district
| Membre                     | Parti                      | Années                             | Congrès     | Histoire électorale | Zone géographique       |
| -------------------------- | -------------------------- | ---------------------------------- | ----------- | --- | ----------------------- |
| District établit en 1827   |                            |                                    |             | |                         |
| Wilson Lumpkin (en)        | Jacksonien (en)            | 4 mars 1827 - 3 mars 1829          | 20e         | Élu en 1826. Redécoupage vers le district at-large. | 1827–1829               |
| District non utilisé       | District non utilisé       | 4 mars 1829 - 3 mars 1845          |             | |                         |
| Hugh A. Haralson (en)      | Démocrate                  | 4 mars 1845 - 3 mars 1851          | 29e - 31e   | Redécoupage depuis le district at-large et réélu en 1844. Réélu en 1846. Réélu en 1848. | 1845–1853               |
| Charles Murphey (en)       | Unioniste                  | 4 mars 1851 - 3 mars 1853          | 32e         | Élu en 1851. | 1845–1853               |
| William B. W. Dent (en)    | Démocrate                  | 4 mars 1853 - 3 mars 1855          | 33e         | Élu en 1853. | 1853–1863               |
| Hiram B. Warner (en)       | Démocrate                  | 4 mars 1855 - 3 mars 1857          | 34e         | Élu en 1855. | 1853–1863               |
| Lucius J. Gartrell (en)    | Démocrate                  | 4 mars 1857 - 23 janvier 1861      | 35e - 36e   | Élu en 1857. Réélu en 1859. Démissionne. | 1853–1863               |
| Vacant                     | Vacant                     | 23 janvier 1861 - 25 juillet 1868  | 36e - 40e   | Guerre de Sécession et Reconstruction | 1853–1863               |
| Vacant                     | Vacant                     | 23 janvier 1861 - 25 juillet 1868  | 36e - 40e   | Guerre de Sécession et Reconstruction | 1863–1873               |
| Samuel F. Gove (en)        | Républicain                | 25 juillet 1868 - 3 mars 1869      | 40e         | A été accrédité pour le 41e Congrès mais a été jugé non apte car les créances étaient basées sur la même élection qui l'avais vu élire au 40e Congrès.                                                                                                   |                         |
| Vacant                     | Vacant                     | 4 mars 1869 - 15 janvier 1871      |             | |                         |
| Jefferson F. Long (en)     | Républicain                | 16 janvier 1871 - 3 mars 1871      | 41e         | Élu pour finir le mandat de Gove. |                         |
| Thomas J. Speer (en)       | Républicain                | 4 mars 1871 - 18 août 1872         | 42e         | Élu en 1870. Décès. |                         |
| Vacant                     | Vacant                     | 18 août 1872 - 2 décembre 1872     |             | |                         |
| Erasmus W. Beck (en)       | Démocrate                  | 2 décembre 1872 - 3 mars 1873      | 42e         | Élu pour terminer le mandat de Speer. |                         |
| Henry R. Harris (en)       | Démocrate                  | 4 mars 1873 - 3 mars 1879          | 43e - 45e   | Élu en 1872. Réélu en 1874. Réélu en 1876. | 1873–1883               |
| Henry Persons (en)         | Démocrate Indépendant (en) | 4 mars 1879 - 3 mars 1881          | 46e         | Élu en 1878. | 1873–1883               |
| Hugh Buchanan (en)         | Démocrate                  | 4 mars 1881 - 3 mars 1885          | 47e , 48e   | Élu en 1880. Réélu en 1882. | 1873–1883               |
| Hugh Buchanan (en)         | Démocrate                  | 4 mars 1881 - 3 mars 1885          | 47e , 48e   | Élu en 1880. Réélu en 1882. | 1883–1893               |
| Henry R. Harris (en)       | Démocrate                  | 4 mars 1885 - 3 mars 1887          | 49e         | Élu en 1884. |                         |
| Thomas W. Grimes (en)      | Démocrate                  | 4 mars 1887 - 3 mars 1891          | 50e , 51e   | Élu en 1886. Réélu en 1888. |                         |
| Charles L. Moses (en)      | Démocrate                  | 4 mars 1891 - 3 mars 1897          | 52e - 54e   | Élu en 1890. Réélu en 1892. Réélu en 1894. |                         |
| Charles L. Moses (en)      | Démocrate                  | 4 mars 1891 - 3 mars 1897          | 52e - 54e   | Élu en 1890. Réélu en 1892. Réélu en 1894. | 1893–1903               |
| William C. Adamson (en)    | Démocrate                  | 4 mars 1897 - 18 décembre 1917     | 55e - 65e   | Élu en 1896. Réélu en 1898. Réélu en 1900. Réélu en 1902. Réélu en 1904. Réélu en 1906. Réélu en 1908. Réélu en 1910. Réélu en 1912. Réélu en 1914. Réélu en 1916. Démissionne pour devenir membre du Tribunal de commerce international des États-Unis. |                         |
| William C. Adamson (en)    | Démocrate                  | 4 mars 1897 - 18 décembre 1917     | 55e - 65e   | Élu en 1896. Réélu en 1898. Réélu en 1900. Réélu en 1902. Réélu en 1904. Réélu en 1906. Réélu en 1908. Réélu en 1910. Réélu en 1912. Réélu en 1914. Réélu en 1916. Démissionne pour devenir membre du Tribunal de commerce international des États-Unis. | 1903–1913               |
| William C. Adamson (en)    | Démocrate                  | 4 mars 1897 - 18 décembre 1917     | 55e - 65e   | Élu en 1896. Réélu en 1898. Réélu en 1900. Réélu en 1902. Réélu en 1904. Réélu en 1906. Réélu en 1908. Réélu en 1910. Réélu en 1912. Réélu en 1914. Réélu en 1916. Démissionne pour devenir membre du Tribunal de commerce international des États-Unis. | 1913–1933               |
| Vacant                     | Vacant                     | 18 décembre 1917 - 16 janvier 1918 |             | |                         |
| William C. Wright (en)     | Démocrate                  | 16 janvier 1918 - 3 mars 1933      | 65e - 72e   | Élu pour terminer le mandat d'Adamson. Réélu en 1918. Réélu en 1920. Réélu en 1922. Réélu en 1924. Réélu en 1926. Réélu en 1928. Réélu en 1930. |                         |
| Emmett M. Owen (en)        | Démocrate                  | 4 mars 1933 - 21 juin 1939         | 73e - 76e   | Élu en 1932. Réélu en 1934. Réélu en 1936. Réélu en 1938. Décès. | 1933–1943               |
| Vacant                     | Vacant                     | 21 juin 1939 - 1er août 1939       |             | | 1933–1943               |
| A. Sidney Camp (en)        | Démocrate                  | 1er août 1939 - 24 juillet 1954    | 76e - 83e   | Élu pour terminer le mandat d'Owen. Réélu en 1940. Réélu en 1942. Réélu en 1944. Réélu en 1946. Réélu en 1948. Réélu en 1950. Réélu en 1952. Décès. | 1933–1943               |
| A. Sidney Camp (en)        | Démocrate                  | 1er août 1939 - 24 juillet 1954    | 76e - 83e   | Élu pour terminer le mandat d'Owen. Réélu en 1940. Réélu en 1942. Réélu en 1944. Réélu en 1946. Réélu en 1948. Réélu en 1950. Réélu en 1952. Décès. | 1943–1953               |
| A. Sidney Camp (en)        | Démocrate                  | 1er août 1939 - 24 juillet 1954    | 76e - 83e   | Élu pour terminer le mandat d'Owen. Réélu en 1940. Réélu en 1942. Réélu en 1944. Réélu en 1946. Réélu en 1948. Réélu en 1950. Réélu en 1952. Décès. | 1953–1963               |
| Vacant                     | Vacant                     | 24 juillet 1954 - 3 janvier 1965   |             | |                         |
| John Flynt (en)            | Démocrate                  | 2 novembre 1954 - 3 janvier 1965   | 83e - 88e   | Élu pour terminer le mandat de Camp. Réélu en 1954 Réélu en 1956. Réélu en 1958. Réélu en 1960. Réélu en 1962. Redécoupage vers le 6e district. |                         |
| John Flynt (en)            | Démocrate                  | 2 novembre 1954 - 3 janvier 1965   | 83e - 88e   | Élu pour terminer le mandat de Camp. Réélu en 1954 Réélu en 1956. Réélu en 1958. Réélu en 1960. Réélu en 1962. Redécoupage vers le 6e district. | 1963–1973               |
| James MacKay (en)          | Démocrate                  | 3 janvier 1965 - 3 janvier 1967    | 89e         | Élu en 1964. |                         |
| Benjamin B. Blackburn (en) | Républicain                | 3 janvier 1967 - 3 janvier 1975    | 90e - 93e   | Élu en 1966. Réélu en 1968. Réélu en 1970. Réélu en 1972. |                         |
| Benjamin B. Blackburn (en) | Républicain                | 3 janvier 1967 - 3 janvier 1975    | 90e - 93e   | Élu en 1966. Réélu en 1968. Réélu en 1970. Réélu en 1972. | 1973–1983               |
| Elliott H. Levitas (en)    | Démocrate                  | 3 janvier 1975 - 3 janvier 1985    | 94e - 98e   | Élu en 1974. Réélu en 1976. Réélu en 1978. Réélu en 1980. Réélu en 1982. perd sa réélection. |                         |
| Elliott H. Levitas (en)    | Démocrate                  | 3 janvier 1975 - 3 janvier 1985    | 94e - 98e   | Élu en 1974. Réélu en 1976. Réélu en 1978. Réélu en 1980. Réélu en 1982. perd sa réélection. | 1983–1993               |
| Pat Swindall (en)          | Républicain                | 3 janvier 1985 - 3 janvier 1989    | 99e , 100e  | Élu en 1984. Réélu en 1986. perd sa réélection. |                         |
| Ben Jones (en)             | Démocrate                  | 3 janvier 1989 - 3 janvier 1993    | 101e , 102e | Élu en 1988. Réélu en 1990. Redécoupage vers le 10e district et perd sa renomination. |                         |
| John Linder (en)           | Républicain                | 3 janvier 1993 - 3 janvier 1997    | 103e - 104e | Élu en 1992. Réélu en 1994. Redécoupage vers le 11e district. | 1993–2003               |
| Cynthia McKinney           | Démocrate                  | 3 janvier 1997 - 3 janvier 2003    | 105e - 107e | Redécoupage depuis le 11e district et réélue en 1996. Réélue en 1998. Réélue en 2000. perd sa renomination. | 1993–2003               |
| Denise Majette (en)        | Démocrate                  | 3 janvier 2003 - 3 janvier 2005    | 108e        | Élue en 2002. Retrait pour se présenter comme Sénatrice des États-Unis. | 2003–2007               |
| Cynthia McKinney           | Démocrate                  | 3 janvier 2005 - 3 janvier 2007    | 109e        | Élue en 2004. Perd sa renomination. | 2003–2007               |
| Hank Johnson               | Démocrate                  | 3 janvier 2007 - en cours          | 110e - 118e | Élu en 2006. Réélu en 2008. Réélu en 2010. Réélu en 2012. Réélu en 2014. Réélu en 2016. Réélu en 2018. Réélu en 2020. Réélu en 2022. | 2007–2013               |
| Hank Johnson               | Démocrate                  | 3 janvier 2007 - en cours          | 110e - 118e | Élu en 2006. Réélu en 2008. Réélu en 2010. Réélu en 2012. Réélu en 2014. Réélu en 2016. Réélu en 2018. Réélu en 2020. Réélu en 2022. | 2013–2023 2023–en cours |

## Résultats des récentes élections
Voici les résultats des dix précédents cycles électoraux dans le district

### 2004
| Élection de 2004 du district 4e congressionnel de Géorgie | Élection de 2004 du district 4e congressionnel de Géorgie | Élection de 2004 du district 4e congressionnel de Géorgie | Élection de 2004 du district 4e congressionnel de Géorgie | Élection de 2004 du district 4e congressionnel de Géorgie |
| --------------------------------------------------------- | --------------------------------------------------------- | --------------------------------------------------------- | --------------------------------------------------------- | --------------------------------------------------------- |
| Parti                                                     | Parti                                                     | Candidat                                                  | Votes                                                     | %                                                         |
|                                                           | Démocrate                                                 | Cynthia McKinney                                          | 157 461                                                   | 63,76                                                     |
|                                                           | Républicain                                               | Catherine Davis                                           | 89 509                                                    | 36,24                                                     |
| Total des votes                                           | Total des votes                                           | Total des votes                                           | 246 970                                                   | 100 %                                                     |
|                                                           | Les Démocrates conservent                                 |                                                           |                                                           |                                                           |

### 2006
| Élection de 2006 du district 4e congressionnel de Géorgie | Élection de 2006 du district 4e congressionnel de Géorgie | Élection de 2006 du district 4e congressionnel de Géorgie | Élection de 2006 du district 4e congressionnel de Géorgie | Élection de 2006 du district 4e congressionnel de Géorgie |
| --------------------------------------------------------- | --------------------------------------------------------- | --------------------------------------------------------- | --------------------------------------------------------- | --------------------------------------------------------- |
| Parti                                                     | Parti                                                     | Candidat                                                  | Votes                                                     | %                                                         |
|                                                           | Démocrate                                                 | Hank Johnson                                              | 106 352                                                   | 75,32                                                     |
|                                                           | Républicain                                               | Catherine Davis                                           | 34 778                                                    | 24,63                                                     |
|                                                           | No Party                                                  | Autres                                                    | 64                                                        | 0,05                                                      |
| Total des votes                                           | Total des votes                                           | Total des votes                                           | 141 194                                                   | 100 %                                                     |
|                                                           | Les Démocrates conservent                                 |                                                           |                                                           |                                                           |

### 2008
| Élection de 2006 du district 4e congressionnel de Géorgie | Élection de 2006 du district 4e congressionnel de Géorgie | Élection de 2006 du district 4e congressionnel de Géorgie | Élection de 2006 du district 4e congressionnel de Géorgie | Élection de 2006 du district 4e congressionnel de Géorgie |
| --------------------------------------------------------- | --------------------------------------------------------- | --------------------------------------------------------- | --------------------------------------------------------- | --------------------------------------------------------- |
| Parti                                                     | Parti                                                     | Candidat                                                  | Votes                                                     | %                                                         |
|                                                           | Démocrate                                                 | Hank Johnson (sortant)                                    | 224 494                                                   | 99,91                                                     |
|                                                           | No Party                                                  | Autres                                                    | 200                                                       | 0,09                                                      |
| Total des votes                                           | Total des votes                                           | Total des votes                                           | 224 694                                                   | 100 %                                                     |
|                                                           | Les Démocrates conservent                                 |                                                           |                                                           |                                                           |

### 2010
| Élection de 2010 du district 4e congressionnel de Géorgie | Élection de 2010 du district 4e congressionnel de Géorgie | Élection de 2010 du district 4e congressionnel de Géorgie | Élection de 2010 du district 4e congressionnel de Géorgie | Élection de 2010 du district 4e congressionnel de Géorgie |
| --------------------------------------------------------- | --------------------------------------------------------- | --------------------------------------------------------- | --------------------------------------------------------- | --------------------------------------------------------- |
| Parti                                                     | Parti                                                     | Candidat                                                  | Votes                                                     | %                                                         |
|                                                           | Démocrate                                                 | Hank Johnson (sortant)                                    | 131 760                                                   | 74,67                                                     |
|                                                           | Républicain                                               | Liz Carter                                                | 44 707                                                    | 25,33                                                     |
| Total des votes                                           | Total des votes                                           | Total des votes                                           | 176 467                                                   | 100 %                                                     |
|                                                           | Les Démocrates conservent                                 |                                                           |                                                           |                                                           |

### 2012
| Élection de 2012 du district 4e congressionnel de Géorgie | Élection de 2012 du district 4e congressionnel de Géorgie | Élection de 2012 du district 4e congressionnel de Géorgie | Élection de 2012 du district 4e congressionnel de Géorgie | Élection de 2012 du district 4e congressionnel de Géorgie |
| --------------------------------------------------------- | --------------------------------------------------------- | --------------------------------------------------------- | --------------------------------------------------------- | --------------------------------------------------------- |
| Parti                                                     | Parti                                                     | Candidat                                                  | Votes                                                     | %                                                         |
|                                                           | Démocrate                                                 | Hank Johnson (sortant)                                    | 208 861                                                   | 73,57                                                     |
|                                                           | Républicain                                               | J. Chris Vaughn                                           | 75 041                                                    | 26,43                                                     |
|                                                           | Vert                                                      | Cynthia McKinney,                                         | 58                                                        | 0,02                                                      |
| Total des votes                                           | Total des votes                                           | Total des votes                                           | 283 960                                                   | 100 %                                                     |
|                                                           | Les Démocrates conservent                                 |                                                           |                                                           |                                                           |

### 2014
| Élection de 2014 du district 4e congressionnel de Géorgie | Élection de 2014 du district 4e congressionnel de Géorgie | Élection de 2014 du district 4e congressionnel de Géorgie | Élection de 2014 du district 4e congressionnel de Géorgie | Élection de 2014 du district 4e congressionnel de Géorgie |
| --------------------------------------------------------- | --------------------------------------------------------- | --------------------------------------------------------- | --------------------------------------------------------- | --------------------------------------------------------- |
| Parti                                                     | Parti                                                     | Candidat                                                  | Votes                                                     | %                                                         |
|                                                           | Démocrate                                                 | Hank Johnson (sortant)                                    | 161 211                                                   | 100 %                                                     |
|                                                           | Les Démocrates conservent                                 |                                                           |                                                           |                                                           |

### 2016
| Élection de 2016 du district 4e congressionnel de Géorgie | Élection de 2016 du district 4e congressionnel de Géorgie | Élection de 2016 du district 4e congressionnel de Géorgie | Élection de 2016 du district 4e congressionnel de Géorgie | Élection de 2016 du district 4e congressionnel de Géorgie |
| --------------------------------------------------------- | --------------------------------------------------------- | --------------------------------------------------------- | --------------------------------------------------------- | --------------------------------------------------------- |
| Parti                                                     | Parti                                                     | Candidat                                                  | Votes                                                     | %                                                         |
|                                                           | Démocrate                                                 | Hank Johnson (sortant)                                    | 220 146                                                   | 75,72                                                     |
|                                                           | Républicain                                               | Victor Armendariz                                         | 70 593                                                    | 24,28                                                     |
| Total des votes                                           | Total des votes                                           | Total des votes                                           | 290 739                                                   | 100 %                                                     |
|                                                           | Les Démocrates conservent                                 |                                                           |                                                           |                                                           |

### 2018
| Élection de 2018 du district 4e congressionnel de Géorgie | Élection de 2018 du district 4e congressionnel de Géorgie | Élection de 2018 du district 4e congressionnel de Géorgie | Élection de 2018 du district 4e congressionnel de Géorgie | Élection de 2018 du district 4e congressionnel de Géorgie |
| --------------------------------------------------------- | --------------------------------------------------------- | --------------------------------------------------------- | --------------------------------------------------------- | --------------------------------------------------------- |
| Parti                                                     | Parti                                                     | Candidat                                                  | Votes                                                     | %                                                         |
|                                                           | Démocrate                                                 | Hank Johnson (sortant)                                    | 227 717                                                   | 78,09                                                     |
|                                                           | Républicain                                               | Joe Profit                                                | 61 092                                                    | 21,01                                                     |
| Total des votes                                           | Total des votes                                           | Total des votes                                           | 288 809                                                   | 100 %                                                     |
|                                                           | Les Démocrates conservent                                 |                                                           |                                                           |                                                           |

### 2020
| Élection de 2020 du district 4e congressionnel de Géorgie | Élection de 2020 du district 4e congressionnel de Géorgie | Élection de 2020 du district 4e congressionnel de Géorgie | Élection de 2020 du district 4e congressionnel de Géorgie | Élection de 2020 du district 4e congressionnel de Géorgie |
| --------------------------------------------------------- | --------------------------------------------------------- | --------------------------------------------------------- | --------------------------------------------------------- | --------------------------------------------------------- |
| Parti                                                     | Parti                                                     | Candidat                                                  | Votes                                                     | %                                                         |
|                                                           | Démocrate                                                 | Hank Johnson (sortant)                                    | 278 906                                                   | 80,08                                                     |
|                                                           | Républicain                                               | Johsie Cruz Ezammundeen                                   | 69 393                                                    | 19,92                                                     |
| Total des votes                                           | Total des votes                                           | Total des votes                                           | 348 299                                                   | 100 %                                                     |
|                                                           | Les Démocrates conservent                                 |                                                           |                                                           |                                                           |

### 2022
| Primaire Républicaine de 2022 du district 4e congressionnel de Géorgie | Primaire Républicaine de 2022 du district 4e congressionnel de Géorgie | Primaire Républicaine de 2022 du district 4e congressionnel de Géorgie | Primaire Républicaine de 2022 du district 4e congressionnel de Géorgie | Primaire Républicaine de 2022 du district 4e congressionnel de Géorgie |
| ---------------------------------------------------------------------- | ---------------------------------------------------------------------- | ---------------------------------------------------------------------- | ---------------------------------------------------------------------- | ---------------------------------------------------------------------- |
| Parti                                                                  | Parti                                                                  | Candidat                                                               | Votes                                                                  | %                                                                      |
|                                                                        | Républicain                                                            | Jonathan Chavez                                                        | 21 924                                                                 | 78,3                                                                   |
|                                                                        | Républicain                                                            | Surrea Ivy                                                             | 6 078                                                                  | 21,7                                                                   |

| Primaire Démocrate de 2022 du district 4e congressionnel de Géorgie | Primaire Démocrate de 2022 du district 4e congressionnel de Géorgie | Primaire Démocrate de 2022 du district 4e congressionnel de Géorgie | Primaire Démocrate de 2022 du district 4e congressionnel de Géorgie | Primaire Démocrate de 2022 du district 4e congressionnel de Géorgie |
| ------------------------------------------------------------------- | ------------------------------------------------------------------- | ------------------------------------------------------------------- | ------------------------------------------------------------------- | ------------------------------------------------------------------- |
| Parti                                                               | Parti                                                               | Candidat                                                            | Votes                                                               | %                                                                   |
|                                                                     | Démocrate                                                           | Hank Johnson (sortant)                                              | 84 773                                                              | 100                                                                 |

| Élection de 2022 du district 4e congressionnel de Géorgie | Élection de 2022 du district 4e congressionnel de Géorgie | Élection de 2022 du district 4e congressionnel de Géorgie | Élection de 2022 du district 4e congressionnel de Géorgie | Élection de 2022 du district 4e congressionnel de Géorgie |
| --------------------------------------------------------- | --------------------------------------------------------- | --------------------------------------------------------- | --------------------------------------------------------- | --------------------------------------------------------- |
| Parti                                                     | Parti                                                     | Candidat                                                  | Votes                                                     | %                                                         |
|                                                           | Démocrate                                                 | Hank Johnson (sortant)                                    | 216 332                                                   | 78,49                                                     |
|                                                           | Républicain                                               | Jonathan Chavez                                           | 59 302                                                    | 21,51                                                     |
| Total des votes                                           | Total des votes                                           | Total des votes                                           | 275 634                                                   | 100 %                                                     |
|                                                           | Les Démocrates conservent                                 |                                                           |                                                           |                                                           |

### 2024
| Primaire Démocrate de 2024 du district 4e congressionnel de Géorgie | Primaire Démocrate de 2024 du district 4e congressionnel de Géorgie | Primaire Démocrate de 2024 du district 4e congressionnel de Géorgie | Primaire Démocrate de 2024 du district 4e congressionnel de Géorgie | Primaire Démocrate de 2024 du district 4e congressionnel de Géorgie |
| ------------------------------------------------------------------- | ------------------------------------------------------------------- | ------------------------------------------------------------------- | ------------------------------------------------------------------- | ------------------------------------------------------------------- |
| Parti                                                               | Parti                                                               | Candidat                                                            | Votes                                                               | %                                                                   |
|                                                                     | Démocrate                                                           | Hank Johnson (sortant)                                              | 53 269                                                              | 100                                                                 |

| Primaire Républicaine de 2024 du district 4e congressionnel de Géorgie | Primaire Républicaine de 2024 du district 4e congressionnel de Géorgie | Primaire Républicaine de 2024 du district 4e congressionnel de Géorgie | Primaire Républicaine de 2024 du district 4e congressionnel de Géorgie | Primaire Républicaine de 2024 du district 4e congressionnel de Géorgie |
| ---------------------------------------------------------------------- | ---------------------------------------------------------------------- | ---------------------------------------------------------------------- | ---------------------------------------------------------------------- | ---------------------------------------------------------------------- |
| Parti                                                                  | Parti                                                                  | Candidat                                                               | Votes                                                                  | %                                                                      |
|                                                                        | Républicain                                                            | Eugene Yu                                                              | 9086                                                                   | 100%                                                                   |

| Élection de 2024 du district 4e congressionnel de Géorgie | Élection de 2024 du district 4e congressionnel de Géorgie | Élection de 2024 du district 4e congressionnel de Géorgie | Élection de 2024 du district 4e congressionnel de Géorgie | Élection de 2024 du district 4e congressionnel de Géorgie |
| --------------------------------------------------------- | --------------------------------------------------------- | --------------------------------------------------------- | --------------------------------------------------------- | --------------------------------------------------------- |
| Parti                                                     | Parti                                                     | Candidat                                                  | Votes                                                     | %                                                         |
|                                                           | Démocrate                                                 | Hank Johnson (sortant)                                    | 229 290                                                   | 75,6                                                      |
|                                                           | Républicain                                               | Eugene Yu                                                 | 74 071                                                    | 24,4                                                      |
| Total des votes                                           | Total des votes                                           | Total des votes                                           | 303 361                                                   | 100 %                                                     |
|                                                           | Les Démocrates conservent                                 |                                                           |                                                           |                                                           |